# Karbivka, Dobrovelîcikivka
Karbivka (în ucraineană Карбівка) este o comună în raionul Dobrovelîcikivka, regiunea Kirovohrad, Ucraina, formată numai din satul de reședință.

## Demografie
Componența lingvistică a comunei Karbivka
     Ucraineană (95,82%)
     Română (2,09%)
     Rusă (1,25%)
     Alte limbi (0,84%)
Conform recensământului din 2001, majoritatea populației comunei Karbivka era vorbitoare de ucraineană (95,82%), existând în minoritate și vorbitori de română (2,09%) și rusă (1,25%).